# Цзян Тао
Цзян Тао (кит. трад. 江涛, спр. 江涛, піньїнь Jiang Tao; 16 квітня 1970) — китайський боксер, чемпіон Азії.

## Аматорська кар'єра
На чемпіонаті Азії 1992 програв в першому бою Че Сон Бе (Південна Корея) і отримав бронзову медаль.
На чемпіонаті Азії 1994 переміг трьох суперників і став чемпіоном.
На Азійських іграх 1994 програв у півфіналі Алішеру Авезбаєву (Узбекистан).
На Олімпійських іграх 1996 переміг Чарльза Кіцца (Уганда) і програв у чвертьфіналі Нейту Джонсу (США).